# Jan Gunnarsson
Jan "Janne" Thomas Gunnarsson, född 30 maj 1962 i Olofström, Blekinge, är en tidigare professionell svensk tennisspelare och numera expertkommentator för SVT samt radioreporter på SR Kronoberg. Han är även aktiv på veterantouren.
Som tennisspelare var han som bäst rankad i världen på ATP-touren i december 1985 då han låg på 25:e plats. Gunnarssons främsta Grand Slam-merit är semifinalspel i Australiska öppna år 1989. Utöver detta har Gunnarsson bidragit med insatser som resulterade i svenska Davis cup-triumfer.
Gunnarsson har vunnit en singeltitel – i Wien – på ATP-touren, och nådde ytterligare fyra finaler. Han vann också nio dubbelturneringar. Han spelade vid ett tillfälle US Open i tennis, och avancerade till kvartsfinal. Som junior var han emellertid finalist i samma turnering. Redan som 16-åring avancerade Gunnarsson så långt som till semifinal i de svenska seniormästerskapen. Gunnarsson har utöver detta ett tiotal andra SM-medaljer. De flesta av dessa har vunnits för Växjö TS. Han höll racketen med höger hand och var känd för sin serve. Han avslutade sin internationella tävlingskarriär år 1994.
Numera är Gunnarsson verksam som expertkommentator för sportredaktionen på SVT, främst vid tävlingar som Stockholm Open, Swedish Open, Davis Cup samt vid turneringar av Grandslamrang.
Gunnarssons position som expertkommentator i Olympiska sommarspelen 2012 blev omdebatterad efter att han uttalat sig i en replik, till att Sveriges idrottsminister Lena Adelsohn Liljeroth uttalat sig negativt om ekonomiskt stöd till framtida svenska ansökningar till stora mästerskap. På sin Facebook-sida postade han då uttalandet ”Pengarna räcker inte när vi ska ge 27000 nyinflyttade somalier socialbidrag !!! Puh”. Han bad senare om ursäkt för sitt uttalande och kallade det för "oerhört omdömeslöst".